# Капија Карла VI
Капија Карла VI је спољна североисточна капија Петроварадинске горње тврђаве изграђена је у равелину испред Леополдове капије. Капија и дугачки мост којим је повезана са контраескарпом и рампиним путем грађени су крајем 18. века.
Пролаз капије је засвођен полуобличасто са две полукружне нише у бочним зидовима. На капији су сачувани елементи који су служили за подизање моста и оков некадашњих врата. Спољна фасада, по својим карактеристика, а личи на Леополдову капију, са медаљоном у темену лука са флоралним украсом са урезаном годином 1780. Фасадне површине су урађене опеком, осим профилисаних база пиластера и оквира капије урађених каменом тесаником. 